# Торбест тушканчик
Торбестият тушканчик (Antechinomys laniger) е вид дребен бозайник от семейство Торбести мишки (Dasyuridae), единственият представител на род Antechinomys. Разпространен е в Централна и Южна Австралия, главно в саванни и полупустинни местности.
Масата на торбестия тушканчик е 20-30 g, дължината на тялото – 7-10 cm, а дължината на опашката – 10-15 cm, като мъжките са по-едри от женските. Задните крака, които използва за скачане, са големи и с по четири пръста. Ушите също са сравнително големи. Цветът на гърба му е сивкав до пясъчнокафяв, гърдите са бели, а около очите има по-тъмни кръгове.
Торбестият туканчик се храни главно с пълзящи безгръбначни (хлебарки, паяци, щурци и други). Живее в пукнатини в почвата или в изоставени дупки на други видове. Копулацията протича през зимата и пролетта, като малките се раждат през август-ноември.